# Dioon edule
Espèce
Statut de conservation UICN

 NT  : Quasi menacé
Statut CITES
Dioon edule, ou palmier de la Vierge, est une espèce de cycadophyte appartenant à la famille des Zamiaceae et au genre Dioon, endémique de la côte atlantique du Mexique.

## Description
Cette plante présente un stipe court et épais, recouvert d’écailles se terminant en pointe fine ("acuminées"). Les feuilles, pennées, sont portées par un pétiole sans épines latérales ; elles mesurent jusqu'à 1,80 m de long. Chaque feuille est composée de foliolules ne possédant pas de nervure médiane, dont la base a sensiblement la même largeur que le centre (ce qui la distingue des Cycadaceae) et, une fois à maturité, raides, acérées et d’une largeur de 5 à 6 mm. Les autres Zamiaceae ont généralement des pinnules plus larges et qui présentent souvent des épines sur leur marge.
Les organes reproducteurs sont des cônes qui apparaissent au centre de la couronne de feuilles. Ces cônes sont constitués d’écailles qui portent de nombreux sacs polliniques (cônes mâles) ou deux ovules (cônes femelles). Une fois les ovules fécondés, il se forme des graines jaunes puis rouge-orangé de 10 à 12 mm de long, qui seront libérées après la désagrégation du cône.

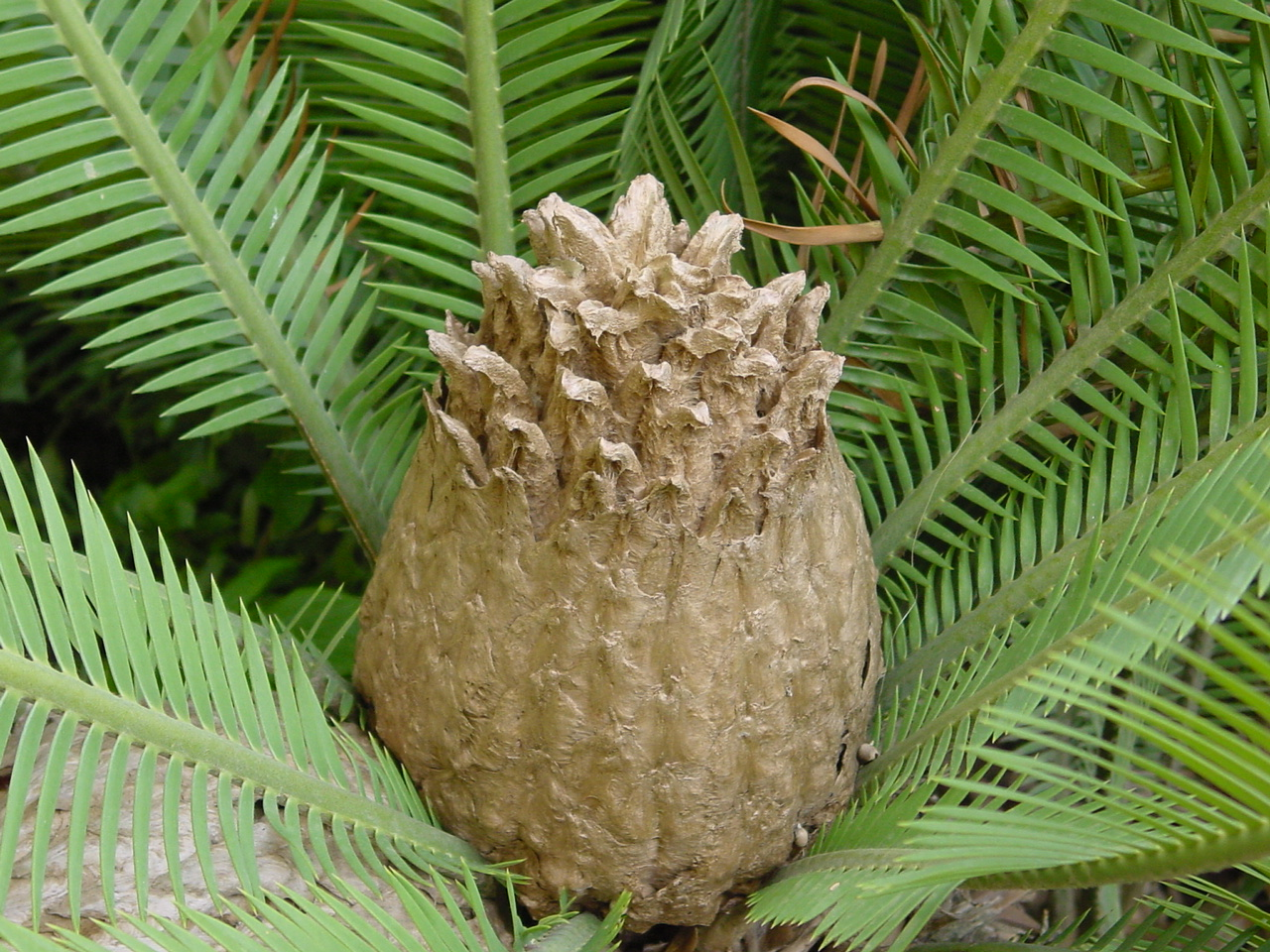
Détail d'un cône femelle
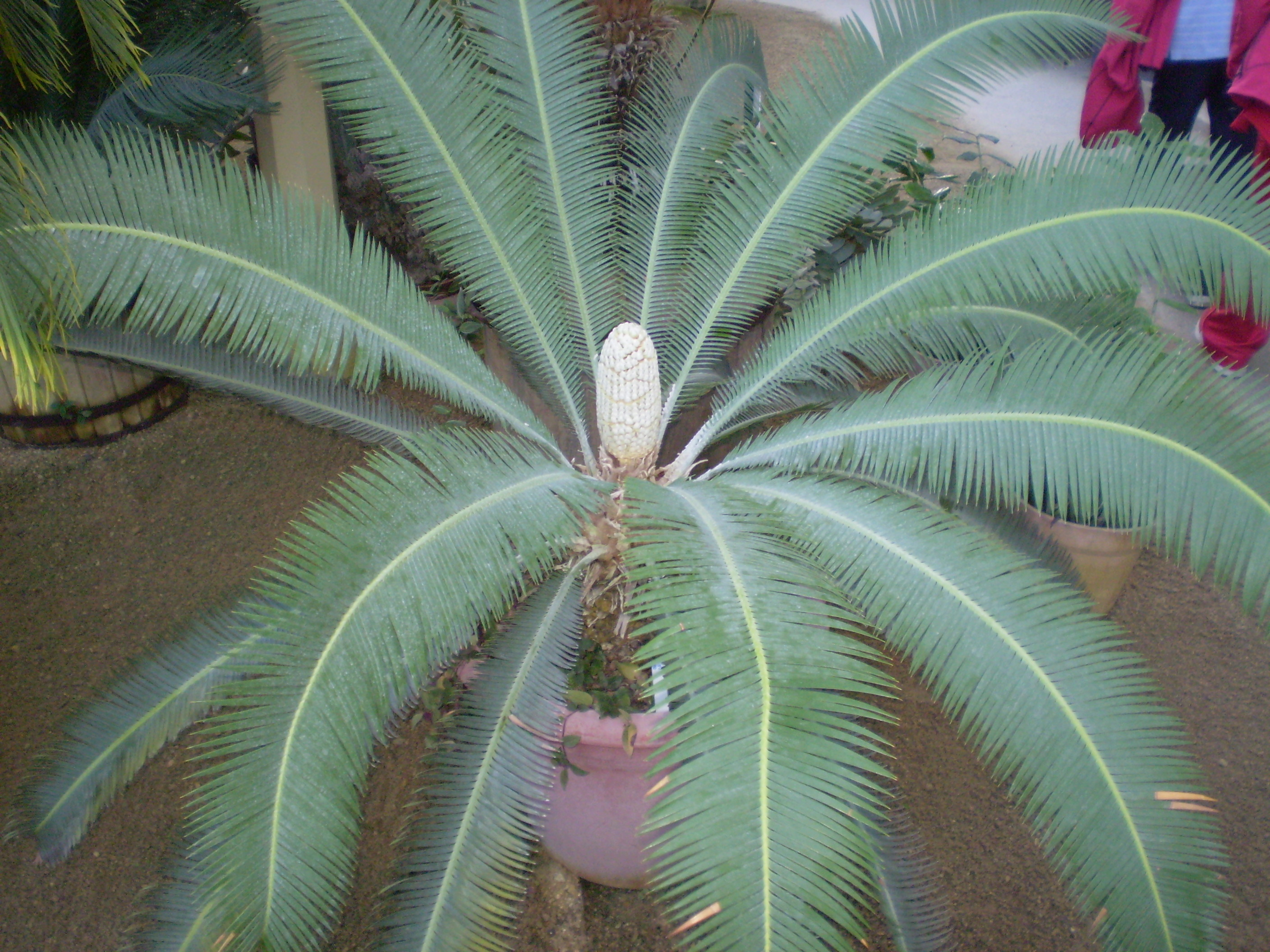
Cône mâle
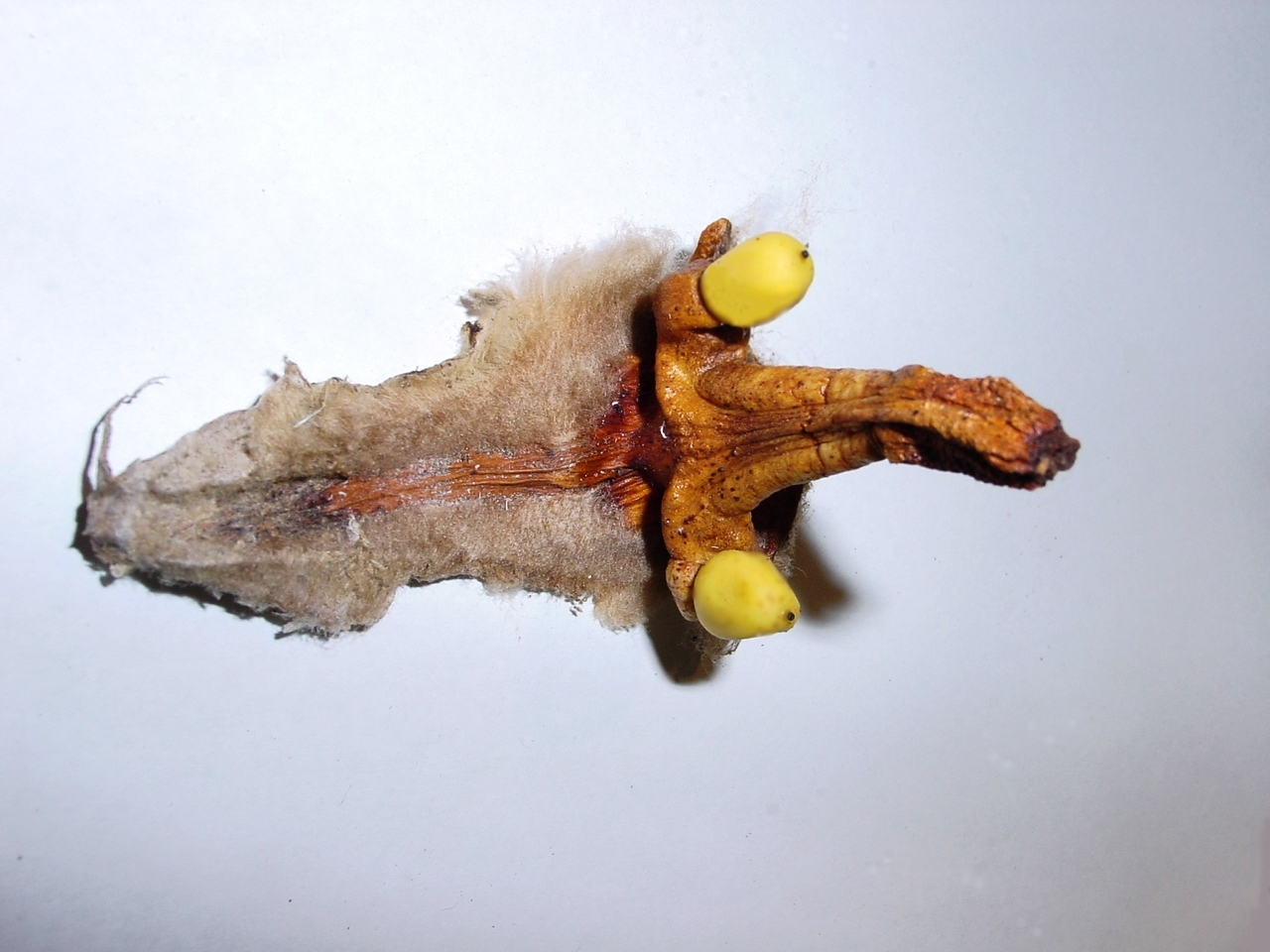
Graines de Dioon edule

## Distribution et habitat
Dioon edule est originaire des États de l'Hidalgo, Querétaro, San Luis Potosí, du sud de Tamaulipas et de Veracruz. Sa zone de distribution d’origine se trouve à l'est de la Sierra Madre orientale. Cette espèce a été plantée dans de nombreuses régions du globe, mais elle demande à être protégée du gel.
Son habitat, dans les régions dont elle est originaire, est typiquement les zones de transition entre la forêt tropicale à feuilles caduques et les chênaies, souvent sur terrains rocheux et sur des falaises escarpées.

## Taxonomie
Dioon edule a été décrit en 1843 par John Lindley dans l'Edwards's Botanical Register.
Synonymes:
- Dioon aculeatum
- Dioon imbricatum
- Dioon strobilaceum
- Dioon strobilosum
- Macrozamia littoralis
- Macrozamia pectinata
- Platyzamia rigida
- Zamia maeleni

Variétés :
Selon World Checklist of Selected Plant Families (WCSP) (20 mars 2013) :
- - variété Dioon edule var. angustifolium (Miq.) Miq. (1868)
  - variété Dioon edule var. edule

## Utilisation
Les graines, riches en amidon, peuvent être utilisées pour produire de la farine.

## Statut de préservation
Cette espèce est considérée par l'Union internationale pour la conservation de la nature (UICN) comme quasi-menacée (NT = Near Threatened), du fait d'un déclin important de certaines populations, déclin pouvant dépasser 50 % dans certaines zones. Ce déclin semble être le fait de la destruction de l'habitat de la plante et de la collecte excessive à des fins commerciales.
Elle est de plus placée en annexe II de la CITES, c'est-à-dire dans la liste des espèces qui, bien que n'étant pas nécessairement menacées actuellement d'extinction, pourraient le devenir si le commerce de leurs spécimens n'était pas étroitement contrôlé.